# Brecht (Eifel)

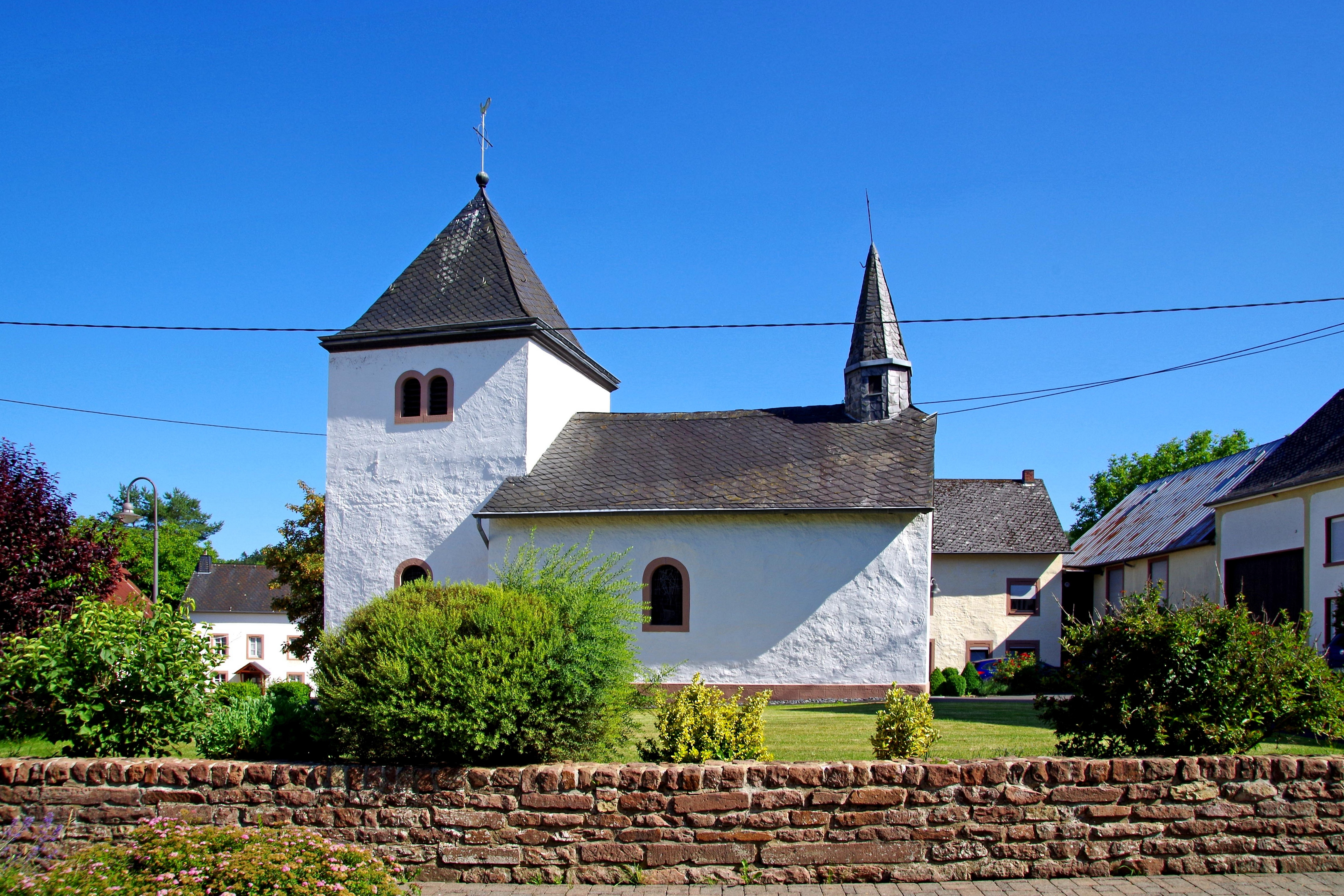
St. Luzia (Brecht), Nordseite

Brecht ist eine Ortsgemeinde im Eifelkreis Bitburg-Prüm in Rheinland-Pfalz. Sie gehört seit dem 1. Juli 2014 der Verbandsgemeinde Bitburger Land an.

## Geographie
Der Ort liegt an der Prüm in der Eifel. Zur Gemeinde Brecht gehören auch die Wohnplätze Heldhof, Langerthof, Theishof und Tannenhof.
Nachbarorte von Brecht sind die Ortsgemeinden Wißmannsdorf im Norden und Rittersdorf (Eifel) im Nordosten, die Stadt Bitburg im Südosten sowie die Ortsgemeinden Oberweis im Südwesten, Feilsdorf und das bereits zur Verbandsgemeinde Südeifel gehörende Altscheid im Nordwesten.

## Geschichte

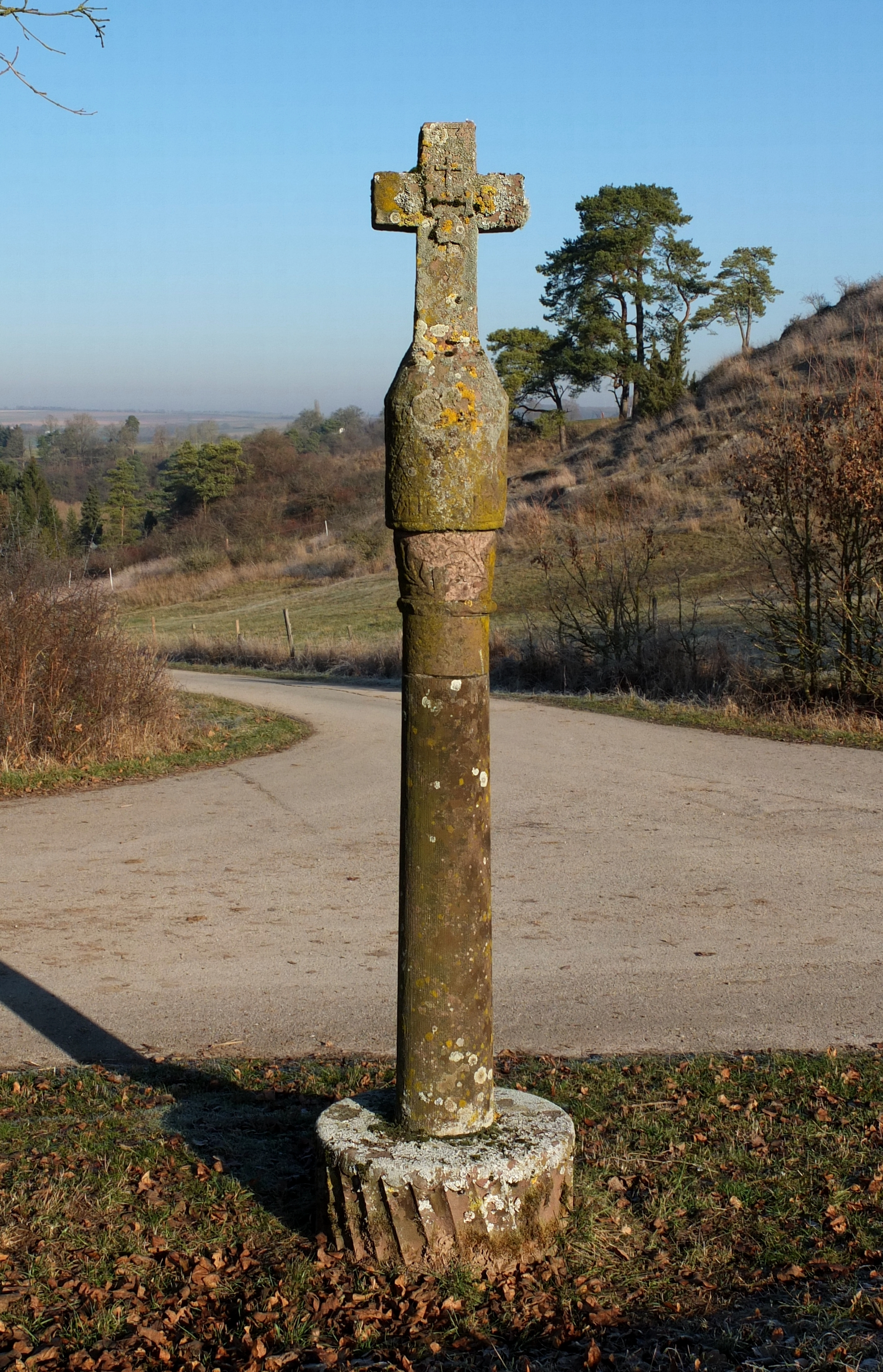
Hexenkreuz von 1630

Der Fund von zahlreichen Frankengräbern lässt auf eine Besiedelung des Areals in spätfränkischer und frühmittelalterlicher Zeit schließen.
Der Ort wurde erstmals im Oktober 1266, in einer Anweisung von Ludwig Graf von Chiney und Gräfin Jeanne an den Propst von Virton, als Brachiet erwähnt. 1341 wurde er als Villa Brecht erwähnt. Eine Kapelle zu Breicht wird im Visitationsprotokoll vom Jahr 1570 aufgeführt.
Brecht gehörte bis zum Ende des 18. Jahrhunderts zur luxemburgischen Grafschaft Vianden und war der Verwaltung und der Gerichtsbarkeit der Meierei Wißmannsdorf unterstellt.
Im Jahr 1794 hatten französische Revolutionstruppen die Österreichischen Niederlande, zu denen die Grafschaft Vianden gehörte, besetzt und im Oktober 1795 annektiert. Unter der französischen Verwaltung gehörte der Ort von 1795 bis 1814 an zur Mairie Wißmannsdorf im Kanton Neuerburg, der verwaltungsmäßig zum Arrondissement Bitburg im Wälderdepartement gehörte.
Aufgrund der Beschlüsse auf dem Wiener Kongress wurde 1815 das vormals luxemburgische Gebiet östlich der Sauer und der Our dem Königreich Preußen zugeordnet. 1816 kam die Gemeinde Brecht verwaltungsmäßig zur Bürgermeisterei Wißmannsdorf im neu gebildeten Kreis Bitburg und gehörte von 1822 an bis zum Ende des Zweiten Weltkrieges zur Rheinprovinz.
Nach dem Ersten Weltkrieg gehörte das Gebiet zum französischen Teil der alliierten Rheinlandbesetzung. Nach dem Zweiten Weltkrieg wurde Brecht innerhalb der französischen Besatzungszone Teil des damals neu gebildeten Landes Rheinland-Pfalz.
Bevölkerungsentwicklung
Die Entwicklung der Einwohnerzahl der Gemeinde Brecht, die Werte von 1871 bis 1987 beruhen auf Volkszählungen:
| Jahr | Einwohner |
| ---- | --------- |
| 1815 | 103       |
| 1835 | 121       |
| 1871 | 164       |
| 1905 | 173       |
| 1939 | 190       |
| 1950 | 169       |
| 1961 | 170       |

| Jahr | Einwohner |
| ---- | --------- |
| 1970 | 180       |
| 1987 | 169       |
| 1997 | 207       |
| 2005 | 245       |
| 2011 | 253       |
| 2017 | 233       |
| 2024 | 188       |

## Religion
Die Bevölkerung ist überwiegend römisch-katholisch. Brecht ist der Pfarrei Wißmannsdorf angeschlossen.

## Politik

### Gemeinderat
Der Gemeinderat in Brecht besteht aus sechs Ratsmitgliedern, die bei der Kommunalwahl am 9. Juni 2024 in einer Mehrheitswahl gewählt wurden, und dem ehrenamtlichen Ortsbürgermeister als Vorsitzendem.

### Bürgermeister
Michael Eppers wurde am 21. August 2019 Ortsbürgermeister von Brecht. Da bei der Direktwahl am 26. Mai 2019 kein Wahlvorschlag eingereicht wurde, oblag die Neuwahl gemäß rheinland-pfälzischer Gemeindeordnung dem Rat, der sich auf seiner konstituierenden Sitzung für Eppers entschied. Zur Direktwahl am 9. Juni 2024 gab es erneut keine Bewerbungen. Daher erfolgte die Wahl wie bereits 2019 durch den neu gewählten Rat. Auf seiner konstituierenden Sitzung am 2. Juli bestätigte er Michael Eppers für weitere fünf Jahre in seinem Amt.
Der Vorgänger von Eppers, Michel Brück, hatte das Amt von 1992 bis 2019 ausgeübt.

### Wappen
| Wappen der Ortsgemeinde Brecht | Blasonierung: „Geteilt von einem silbernen Schrägrechtsfluss, der oben in Rot von zwei Kirchtürmen und unten in Blau von einem silbernen Mühlrad begleitet ist.“ |
| Wappen der Ortsgemeinde Brecht | Wappenbegründung: Die silberne Wellenschräglinie symbolisiert den Fluss Prüm, der die Ortslage teilt. Auf die Mühlentradition in Brecht weist das silberne Mühlrad auf blauem Feld hin, während die beiden Türme auf rotem Feld die Filialkirche St. Luzia symbolisieren. |

## Kultur und Sehenswürdigkeiten

### Bauwerke
- Die Filialkirche St. Luzia befindet sich im Ortskern und stammt aus dem 16. Jahrhundert. Um 1800 wurde ein Kirchenschiff angebaut.
- Braut- oder Hexenkreuz von 1630
- Ausgrabungen eines römischen Bauwerks und Gräber aus spätfränkischer oder frühmittelalterlicher Zeit.

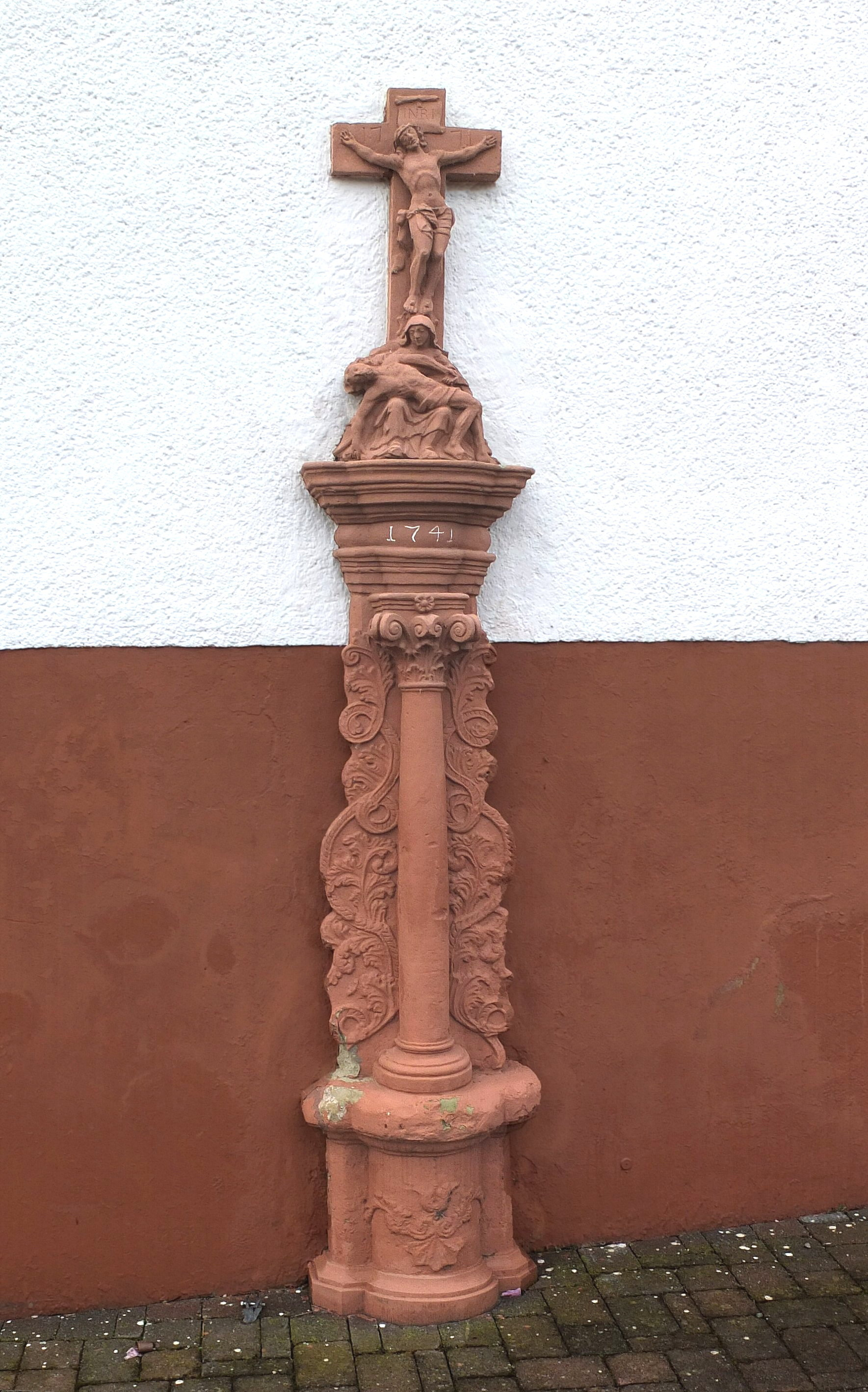
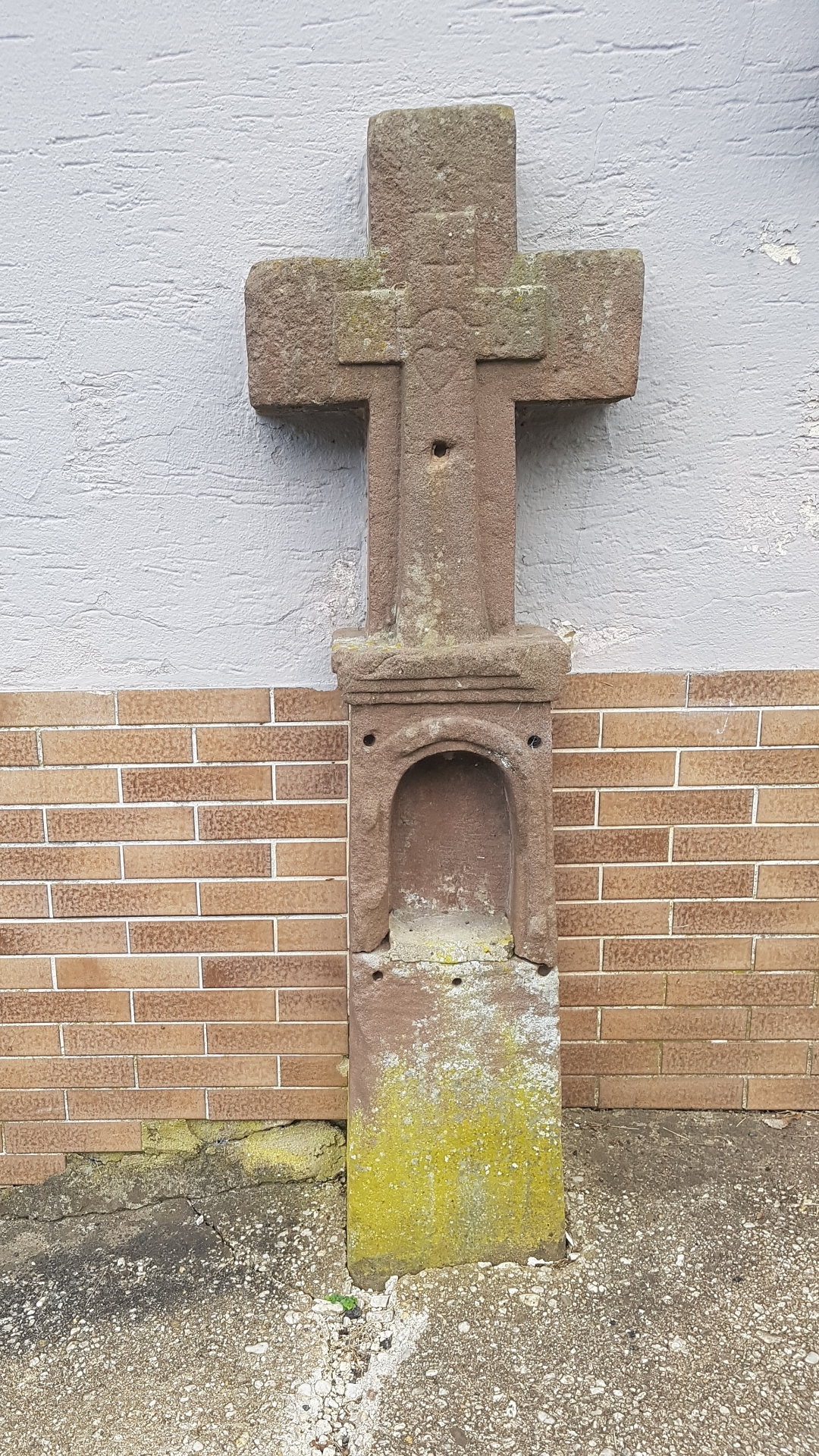
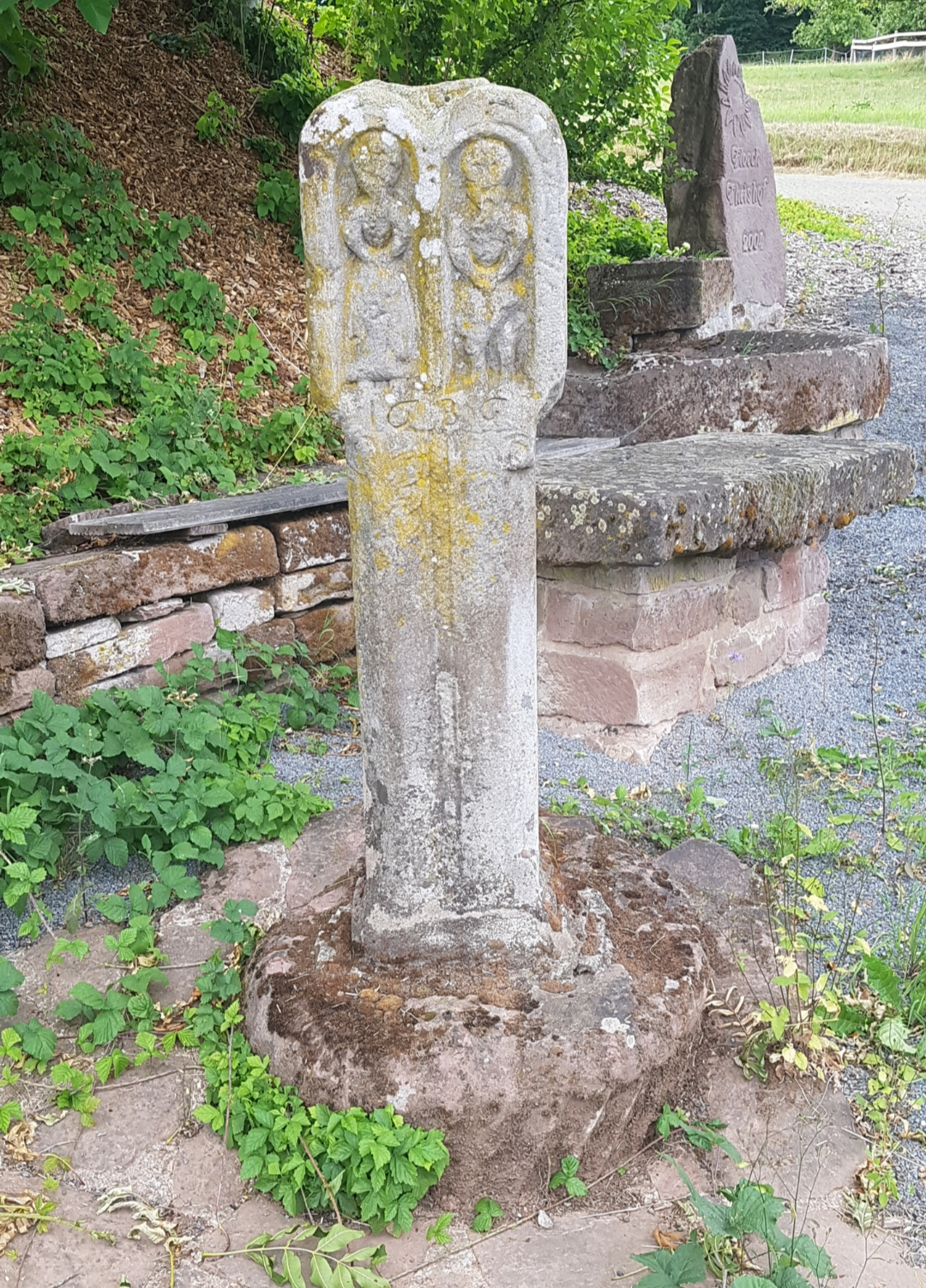
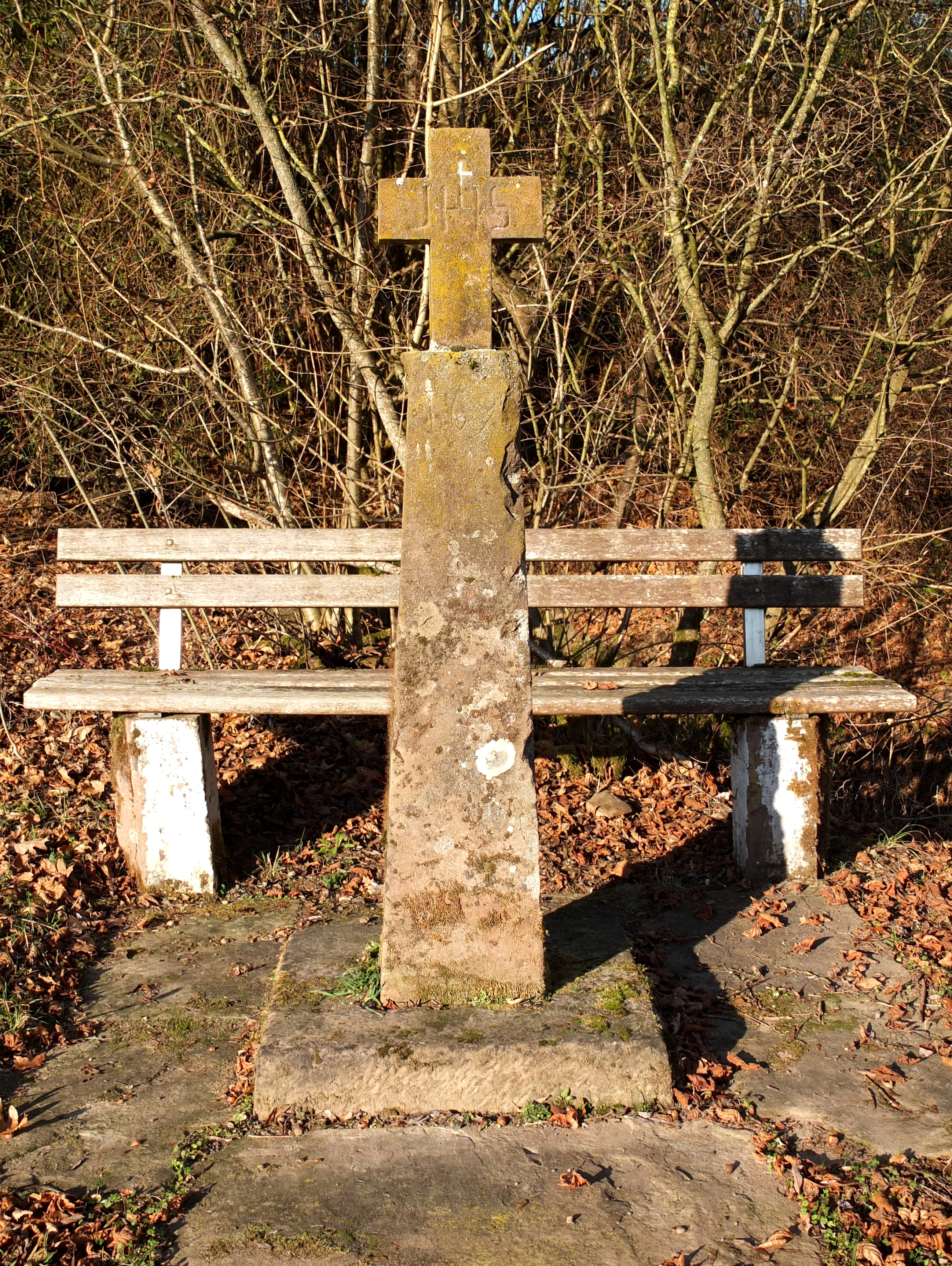
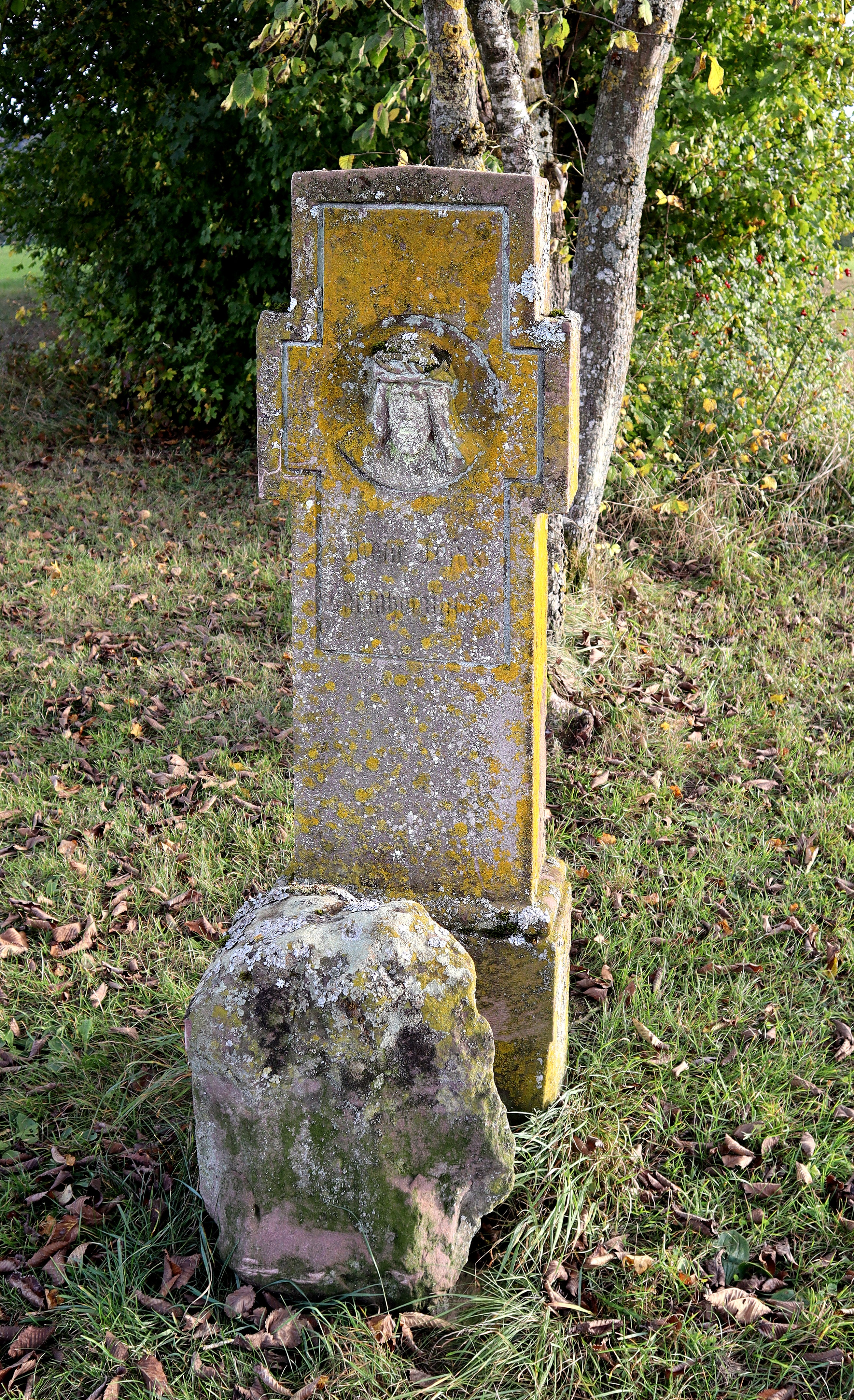

Wegekreuze in Brecht:

### Grünflächen und Naherholung
- Wanderrouten z. B. Prümtal, Langertbachtal.[13]
- Gewässerlehrpfad Echtersbachtal bei Brecht[14]

### Regelmäßige Veranstaltungen
- Jährliches Kirmes- bzw. Kirchweihfest wird am Sonntag nach dem Gedenktag der Heiligen Rosa von Lima (23. August) begangen.[15]
- Traditionelles Ratschen oder Klappern am Karfreitag und Karsamstag
- Hüttenbrennen am ersten Wochenende nach Aschermittwoch (sogenannter Scheef-Sonntag)[16][17]

## Wirtschaft und Infrastruktur

### Unternehmen
Im Ort sind einige Unternehmen ansässig. Hierzu zählen ein Fachhandel für Motorräder, ein Landmaschinenfachhändler, ein Beleuchtungsfachhandel, ein Computerfachhandel und ein Friseursalon.

### Verkehr
Brecht ist durch die Landesstraße 7 erschlossen und liegt rund 3 km nördlich der Bundesstraße 50.